# Кулибаев, Тимур Аскарович
Тиму́р Аска́рович Кулиба́ев (род. 10 сентября 1966, Алма-Ата) — казахстанский бизнесмен и общественный деятель. Президент Национального олимпийского комитета Казахстана (до февраля 2024 года), Председатель Казахской ассоциации организаций нефтегазового и энергетического комплекса «Kazenergy» (до декабря 2023 года).

## Биография
Родился 10 сентября 1966 года в городе Алма-Ата. Казах. Происходит из рода сикым племени дулат Старшего жуза. Выпускник Республиканской физико-математической школы (РФМШ) (1983 год).
Окончил Московский государственный университет имени М. В. Ломоносова по специальности «Планирование народного хозяйства», квалификация — «экономист» (1988 год). Кандидат экономических наук. В 1999 году защитил диссертацию на соискание ученой степени по теме: «Совершенствование организационно-экономического механизма управления предприятием в условиях рынка (на примере нефтедобывающей промышленности)». Автор нескольких изобретений.
Увлекается шахматами, горными лыжами, велоспортом, плаванием, игрой в гольф.

### Семья
Отец Аскар Алтынбекович Кулибаев (1937 г. р.) — доктор технических наук, государственный, политический и общественный деятель, депутат Верховного Совета СССР XI-го созыва, народный депутат СССР (1989—1991), депутат Верховного Совета Казахской ССР X—XI созывов.
Старший брат Талгат Аскарович Кулибаев (1960 г. р.) — генерал-майор полиции, доктор юридических наук, экс-начальник Алматинской академии МВД Казахстана(2010—2018). На 2020 год — академик Национальной академии наук РК.
Супруга Динара Нурсултановна Кулибаева (1967 г. р.) — средняя дочь первого президента Казахстана Нурсултана Назарбаева. Доктор педагогических наук (2007), член-корреспондент Национальной академии наук Казахстана.
Трое детей: Алтай (1990 г. р.), Дениза (2004 г. р.), Алишия (2010 г. р.).
В 2012 году старший сын Тимура Кулибаева Алтай Кулибаев получил степень бакалавра в Cass Business School при City, University of London (Лондонский городской университет). Окончил вуз с отличием.

## Карьера
В 1988—1990 годы работал в Научно-исследовательском экономическом институте планирования и нормативов (НИЭИ ПиН) при Госплане Казахской ССР.
В 1990—1992 годах был директором Научно-консультационного центра Фонда культурного, социального и научно-технического развития Казахстана.
В период 1992—1995 гг. занимал должность директора концерна «Алтын-Алма», который был преобразован в холдинг «Алмэкс» (АО занимается финансово-инвестиционной деятельностью, владеет контрольным пакетом акций «Народного банка Казахстана»).
Весной 1995 года Тимур Кулибаев вместе с партнёрами и при участии банка MeesPierson (Нидерланды) зарегистрировал Алматинский торгово-финансовый банк, где стал председателем наблюдательного совета, а также членом кредитного комитета.
В 1997 году непродолжительное время состоял на государственной службе. В январе был назначен руководителем Дирекции оценки проектов и ведения переговоров Госкомитета Республики Казахстан по инвестициям (на правах заместителя министра), покинул этот пост весной того же года. На период работы в Госкоминвесте передал управление частными активами команде менеджеров (Григорий Марченко, Александр Павлов, Анвар Сайденов, Кайрат Сатылганов), которые провели IPO банка и сохранили его лидирующие позиции в банковском секторе.
В марте 1997 года указом президента Казахстана было учреждено ЗАО «Национальная нефтегазовая компания „Казахойл“», в которую вошли все государственные предприятия нефтяной и нефтегазовой промышленности Казахстана. С мая 1997 по март 1999 года Тимур Кулибаев занимал должность вице-президента по экономике и финансам в «Казахойле». По словам Нурлана Балгимбаева, возглавлявшего «Казахойл» в 1997 году:
С его приходом в „Казахойл“ появились новые направления работы, новые задачи. Это сегодня мы как должное воспринимаем заимствования капитала. А тогда слова „кредитный рейтинг“, „еврооблигации“ и им подобные были внове. Кулибаев стал первопроходцем в выпуске „евробондов“. По его наработкам „Казахойл“ осваивал корпоративное финансирование. В отрасли с его приходом появились новые критерии оценки эффективности предприятий, новые формы управления ресурсами. Также Кулибаев стал инициатором возврата газотранспортной системы и электроэнергетических предприятий от „Трактебеля“ государству». — Интервью с Нурланом Балгимбаевым, Ляззатом Кииновым и Балтабеком Куандыковым.
В марте 1999 года назначен президентом ЗАО «Национальная компания по транспортировке нефти „КазТрансОйл“» (государственная компания, управляющая сетью магистральных нефтепроводов). С мая 2001 до февраля 2002 года — генеральный директор ЗАО «Национальная компания „Транспорт нефти и газа“», созданного на базе компаний «КазТрансОйл» и «КазТрансГаз».
С февраля 2002 года по октябрь 2005 года — первый вице-президент АО «Национальная компания „КазМунайГаз“», образованного путём слияния национальных компаний «Казахойл» и «Транспорт нефти и газа». При участии Тимура Кулибаева в 2005 году «КазМунайГаз» выкупил 8,33 % в Северо-Каспийском проекте у «Бритиш газ» и стал участником разработки месторождения Кашаган. В результате работы Тимура Кулибаева «КазМунайГаз» увеличил извлекаемые запасы нефти, расширил и диверсифицировал транспортные маршруты для углеводородов, увеличил мощности переработки нефти.

### Фонд «Самрук-Казына»
С апреля 2006 года по август 2007 года работал заместителем председателя правления АО «Казахстанский холдинг по управлению государственными активами „Самрук“». Одновременно был членом совета директоров фонда, председателем советов директоров KEGOC (2006—2007, 2008—2011) и «КазМунайГаз» (2006—2007, 2009—2012). В июне 2008 года был назначен председателем Казахстанского национального комитета аккредитованной при ООН некоммерческой организации Мировой нефтяной совет (World Petroleum Council).
В октябре 2008 года назначен заместителем председателя правления АО «Фонд национального благосостояния „Самрук-Казына“». Являлся председателем советов директоров дочерних компаний фонда: «Казатомпром» (2008—2012), «Қазақстан темір жолы» (2009—2011), «Самрук-Энерго» (2009—2011).
C 12 апреля по 26 декабря 2011 года Тимур Кулибаев занимал пост председателя правления фонда «Самрук-Казына».
По словам Тимура Кулибаева, президент Казахстана поставил перед фондом ряд задач: превратить компании фонда в «национальных чемпионов», способных внедрять инновации, готовых реализовать проекты любой сложности в своих отраслях и конкурировать на региональных и мировых рынках; провести народное IPO ряда государственных компаний, чтобы привлечь казахстанцев к фондовому рынку; развитие инноваций; совершенствование системы управления дочерними компаниями, развивая принципы корпоративного управления.
Одним из главных достижений Тимура Кулибаева на должности стало вхождение Казахстана в Карачаганакский проект. Месторождение, дающее 48 % казахстанского газа и 18 % казахстанской нефти, разрабатывал международный консорциум (Бритиш Газ, Eni, ChevronTexaco и Лукойл), договор с которым был составлен до 2038 года.
Переговоры о вхождении «КазМунайГаза» в состав консорциума шли два года и завершились подписанием соглашения 14 декабря 2011 года. По итогам этих соглашений, Казахстан получил 5 % акций консорциума в обмен на урегулирование претензий по налогам и таможенным пошлинам, а другие 5 % «КазМунайГаз» купил по рыночной цене за 1 млрд долларов США на кредит, выданный участниками консорциума.
При Кулибаеве был проведен аудит инновационной деятельности нацкомпаний. В конце 2011 года в списке было 19 инновационных проектов на сумму около 850 млн долларов, в том числе: 6 проектов «КазМунайГаз» в геологоразведке и нефтепереработке, 6 проектов «Казахстан Темир Жолы» по созданию автоматизированной системы планирования грузовых и пассажирских перевозок, 4 проекта «Казатомпром» на улучшении производства серной кислоты, по 1 проекту от «Казахтелеком», КЕGOC и «Казпочта».
30 июня 2011 года на внеочередном собрании акционеров ОАО «Газпром» был избран членом совета директоров — независимым директором. В начале 2022 года сложил с себя полномочия.

## Общественная деятельность

### Ассоциация Казэнерджи
В 2005 году Кулибаев инициировал создание и возглавил ОЮЛ «Казахстанская ассоциация организаций нефтегазового и энергетического комплекса „Kazenergy“», объединившее основные национальные и иностранные компании, работающие в энергетическом секторе Казахстана, и ставшее эффективной лоббистской структурой по налаживанию отношений между частными инвесторами и государственными структурами. В том же году занял пост внештатного советника президента Республики Казахстан, который занимал до 2013 года.
В этот период ассоциация «KAZENERGY» укрепила отношения со всемирными энергетическими организациями: нефтяным и энергетическим советами, Энергетической хартией и другими. Одним из наиболее авторитетных и узнаваемых брендов ассоциации стал Евразийский форум KAZENERGY.
В декабре 2023 года Тимур Кулибаев покинул должность председателя Казахстанской ассоциации организаций нефтегазового и энергетического комплекса «Kazenergy».

### Национальная палата предпринимателей РК «Атамекен»
В апреле 2010 года был избран председателем президиума Национальной экономической палаты Казахстана «Союз „Атамекен“». 1 декабря в Астане состоялось первое заседание бюро президиума союза. Председатель президиума Тимур Кулибаев обозначил основные стратегические направления деятельности палаты и дал ряд конкретных поручений, в частности подготовить проект поправок в таможенное законодательство.
В 2013 году был принят закон «О Национальной палате предпринимателей Республики Казахстан» (НПП), которым была учреждена новая структура по консолидации делового сообщества Казахстана. Национальная палата была создана 9 сентября 2013 года совместным решением правительства Казахстана и НЭПК «Союз „Атамекен“» с целью формирования благоприятных условий для развития предпринимательства на основе эффективного партнёрства бизнеса и власти. На первом организационном заседании НПП председателем президиума палаты был избран Тимур Кулибаев.
В 2014 году Нацпалата проводила анализ бизнес-процессов всех государственных услуг, участвовала в создании специальных центров работодателей, которые будут проводить независимую оценку качества и квалификации выпускников вузов.
В том же году Тимур Кулибаев рассказал о разработке специальной программы по привлечению казахстанского бизнеса к участию в международной выставке EXPO-2017.
По инициативе Тимура Кулибаева был запущен проект НПП «Бастау Бизнес», направленный на поддержку и развитие предпринимательства на селе с целью повышения экономической активности сельского населения через привлечение к занятию предпринимательской деятельностью самозанятых и безработных. Программа стартовала в 2015 году, когда через АО «Холдинговая группа „АЛМЭКС“» было выделено 1,2 млрд тенге на её реализацию. Также поддержку проекту оказала компания ERG, которая выделила 300 млн тенге на микрокредитование в Костанайской области. В 6 пилотных проектах НПП совместно с областными акиматами создали микрофинансовые организации, которые выдавали микрокредиты сельским жителям на развитие бизнеса. Эту инициативу поддержало правительство страны — в 2017 из республиканского бюджета через «Атамекен» реализовывалась обучающая часть программы. В 2017 году обучение прошли 15 тыс. человек, из которых более 3 тыс. смогли открыть своё дело.
В ходе заседания регионального совета палаты Жамбылской области весной 2017 года Кулибаев заявил, что по каждому региону палата составляет список предприятий добросовестных товаропроизводителей, которых НПП будет поддерживать при проведении государственных закупок и при закупках квазигосударственного сектора. Этот же список, по его словам, должен использоваться и при закупках нацкомпаний.
В 2017 году журнал Forbes Kazakhstan отметил такие инициативы палаты, как снижение налоговой нагрузки на бизнес, повышение ответственности государственных служащих, перевод таможенных процедур в электронный формат, решение проблем туристической отрасли и отечественного автопрома и др. В том же году НПП «Атамекен» и верховный суд Казахстана подписали дорожную карту совместных мероприятий на 2018 год. В документе были заложены меры по надлежащей правовой защите и гарантиям собственности, повышению правовой культуры взаимоотношений в бизнесе. В частности, усилено правовое сопровождение сделок, обеспечение исполнения договорных обязательств и применение досудебного разрешения споров. По инициативе Тимура Кулибаева в рамках этого сотрудничества Нацпалата организовывала для судей встречи с предпринимателями во всех регионах, посещение предприятий и пр.
На съезде НПП в 2018 году Тимур Кулибаев сообщил, что по их предложению начнёт работу апелляционная комиссия при министерстве финансов Казахстана по налоговым спорам, куда войдут представители палаты, что поможет досудебному регулированию. Он сообщил, что внимание будет сосредоточено на том, чтобы налоговая система превратилась из фискального инструмента в стимулирующий.
В 2020 году «Атамекен» и правительство РК подписали дополнительное соглашение по интеграции информационных систем госорганов и Национальной палаты предпринимателей.
По инициативе главы НПП «Атамекен» во всех школах Казахстана внедрен предмет основы предпринимательства и бизнеса. За два года более 4 тыс. школ (в них обучаются почти 130 тыс. учеников) ввели в расписание эту дисциплину.
В период своей работы контролировал реализацию проектов палаты, регулярно ездил по стране, посещал предприятия, общался с предпринимателями и представителями различных органов власти.
17 января 2022 года Кулибаев сложил с себя полномочия главы Национальной палаты предпринимателей «Атамекен» после восьми лет работы.

### НОК РК и спортивные организации
2009—2019 гг. — президент Объединения юридических лиц в форме ассоциации «Казахстанская федерация бокса». Под его руководством команда казахских боксёров завоевала одну золотую, одну серебряную и две бронзовые медали на Олимпийских играх 2012 года и одну золотую, две серебряных и две бронзовых награды на Олимпиаде 2016 года.
2010—2015 гг. — член Исполнительного комитета ОО «Национальный олимпийский комитет Республики Казахстан».
С марта 2012 года — вице-президент, член исполнительного комитета Международной ассоциации любительского бокса (AIBA).
С ноября 2012 года по октябрь 2016 года — председатель ОЮЛ в ФА «Конфедерация спортивных единоборств и силовых видов спорта», в которую вошли республиканские федерации бокса, борьбы, тяжёлой атлетики, дзюдо.
2015—2024 гг. — президент Национального Олимпийского комитета Республики Казахстан, председатель Исполнительного комитета Общественного объединения «Национальный Олимпийский комитет Республики Казахстан». Инициировал законодательную реформу финансирования олимпийского спорта. С 1 января 2018 года НОК Казахстана стал исполнителем государственного задания по подготовке национальных сборных команд по олимпийским видам спорта.
В 2018 году НОК заключил меморандум с Агентством РК по делам государственной службы и противодействию коррупции, согласно которому информация о расходах на содержание национальных сборных команд по олимпийским видам спорта размещается в открытом доступе.
С октября 2016 года по октябрь 2019 года — президент Федерации водных видов спорта Казахстана.
С апреля 2016 года — по н.в. (2024 г.) — вице-президент, член Исполнительного комитета Олимпийского совета Азии (OCA, Olympic Council of Asia).
С 2016 по 2018 год — член Комиссии по международным отношениям ассоциации Национальных олимпийских комитетов (ANOC, Association of National Olympic Committees).
С апреля 2017 года по сентябрь 2022 года входил в состав Комиссии Международного олимпийского комитета по связям с общественностью и социальному развитию через спорт Международного олимпийского комитета (Public Affairs and Social Development through Sport Commission, PASD). Преобразована в Комиссию Олимпизм 365 МОК (IOC Olympism 365 Commission).
С августа 2018 года по июнь 2023 года — Член Президиума Республиканского Общественного Объединения «Казахстанская Федерация гольфа».
С ноября 2018 года — член Исполнительного комитета ассоциации Национальных олимпийских комитетов (ANOC, Association of National Olympic Committees).
20 октября 2022 года — вновь переизбран в состав исполнительного комитета Ассоциации национальных олимпийских комитетов (АНОК) на период с 2023—2026 годы.
С октября 2019 года по февраль 2024 года — Почётный Президент Объединения юридических лиц в форме ассоциации «Казахстанская федерация бокса».
С сентября 2022 года — член Комиссии Олимпизм 365 Международного Олимпийского Комитета (IOC Olympism 365 Commission).

## Благотворительность
За последние 10 лет Тимур и Динара Кулибаевы выделили около 46 млрд тг на реализацию благотворительных проектов в сферах образования, здравоохранения, культуры, спорта; так же на поддержку пострадавших от чрезвычайных ситуаций, строительство жилья для нуждающихся, их обучение и трудоустройство.
В 2019 году Тимур Кулибаев после трагических событий в городе Арысь (произошли взрывы боеприпасов на военных складах) выделил средства на восстановление детского сада и школы.
Выделены средства на строительство детского сада на 280 мест в Ауекольском районе Костанайской области, пострадавшего в результате лесного пожара.
Предприниматели Тимур Кулибаев и Кенес Ракишев финансируют строительство полноценного жилого комплекса для малообеспеченных и многодетных семей в Алма-Ате. С 2016 года построены дома для 50 малообеспеченных многодетных семей в Алма-Ате.
В 2020 г. на борьбу с последствиями эпидемии коронавируса Кулибаевым было выделено 1 млрд тенге, а также подарены медучреждениям Алматы автомобили скорой помощи, предназначенные для транспортировки больных с патологией легких. Были выделены средства на покупку, доставку и сервисное обслуживание медоборудования, средств индивидуальной защиты, денежные выплаты медработникам в благодарность за самоотверженность; приобретены и поставлены дорогостоящие медицинские препараты, оплачена транспортировка партии гуманитарной помощи из КНР.
В 2020—2021 г. Кулибаев выделял средства на продукты питания для малообеспеченных и многодетных семей, оказавшихся в бедственном положении из-за режима ЧП с COVID-19 (20 000 продуктовых корзин), и для пострадавших от наводнения жителей Махтааральского района Туркестанской области.
В апреле 2024 г. в связи с беспрецедентными и разрушительными паводками, которые нанесли значительный ущерб жилым и инфраструктурным объектам в ряде регионов Казахстана, Тимур Кулибаев направил 30 млрд. тенге на восстановление Атырауской области.
В 2016 году для структурированной и системной поддержки социальных инициатив Тимур Кулибаев основал Благотворительный фонд «Халык», который запустил более 120 социальных и благотворительных проектов, и на реализацию которых направлено более 85 миллиардов тенге.

## Награды

### Государственные награды Республики Казахстан
- Орден «Курмет» (2001)[47]
- Юбилейная медаль «10-летие Конституции Республики Казахстан» (2005)[47]
- Юбилейная медаль «10-летие Астаны» (2008)[47]
- Орден «Барыс» III степени (2009 год)[47]
- Юбилейная медаль «20-летие Независимости РК» (2011 г.)[47]
- Орден «Барыс» I степени (2014)[61]
- Юбилейная медаль «25-летие Независимости РК» (2016 г.)[47]
- Орден «Отан» (2021)[47]

### Другие награды
- Орден Дружбы (Россия, 20 декабря 2007) — за большой вклад в укрепление дружбы и сотрудничества в сфере развития топливно-энергетического комплекса Российской Федерации и Республики Казахстан[62]
- Орден Совета муфтиев России «Аль-Фахр» (2010)[47]
- Орден Русской православной церкви Святого благоверного князя Даниила Московского 2-й степени (РПЦ, 2010)[63]
- Нагрудный знак «Почетный железнодорожник» СНГ (2011 г.)[47]
- Нагрудный знак «Заслуженный работник нефтегазовой отрасли» (2020)[28]
- Орден Главы Митрополичьего Округа РПЦ в Республике Казахстан «Енбек Үшiн» (За труды) (2021)[28]

## Сведения о доходах
По оценке Forbes на май 2021 года Тимур Кулибаев обладает активами на сумму 2,9 млрд долларов. Супруги владеют АО «Холдинговая группа „АЛМЭКС“», через которое являются держателями мажоритарной доли АО «Народный сберегательный банк Казахстана». Группа ведет деятельность в Казахстане, России, Кыргызстане, Узбекистане, Таджикистане и Грузии. В Казахстане Народному банку также принадлежат 40 % АО «Altyn Bank».
Основной владелец ТОО «КИПРОС», которое владеет многопрофильными активами в сфере недвижимости, медицины, сельского хозяйства, железнодорожного сервиса, логистики и т. д. Также владеет АО «Joint Resources», в структуру которого входят компании в сфере недропользования. Владеет инвестиционным холдингом Steppe Capital, осуществляющим портфельные, венчурные и прямые инвестиции.
Кулибаевы также имеют контроль в АК «Алтыналмас» с Акбакайским горно-металлургическим комбинатом и «Казстройсервисе». В 2010 году «Казстройсервис» через свою дочернюю компанию приобрел за $200 млн 27 % акций «Жаикмуная», разрабатывавшего Чинаревское месторождение в северной части Прикаспийского бассейна.
По состоянию на май 2019 год Тимур вошёл в рейтинг самых богатых людей мира от журнала Forbes, его состояние оценивается в 3,1 млрд долларов США.
По оценке Forbes на октябрь 2020 года Тимур Кулибаев обладает активами на сумму 2,9 миллиарда долларов. В числе активов семьи Кулибаевых большое количество коммерческой недвижимости: в Нур-Султане — доли в ТРЦ «KeruenCity Астана», в ТРЦ Keruen, в Talan Gallery, БЦ Emerald Tower, БЦ «КМГ», БЦ «МБЦ», БЦ «Лукойл», БЦ Marden, БЦ «Вега»; в Алматы — доля в МФК Almaty Towers, включая SmArt.Point Almaty, ТРЦ «Спутник», БЦ Baykonyr, БЦ на Абылай хана, 77, Чайковского, 95, и Назарбаева, 130, по 50 % в ТРЦ Globus, БЦ Globus, ТРЦ Promenade, ТЦ «Аэровокзал», БЦ «Стандарт», доли в ТРЦ Forum Almaty, ТЦ Car City, ТЦ «Пассаж»; В Шымкенте — БЦ «Кайнар», в Актау — БЦ «Звезда Актау», доли в БЦ «Выставочный центр», БЦ «Тениз», ТРЦ «Астана»; в Актобе — 50 % в ТРЦ «KeruenCity Актобе»; в Атырау — БЦ «Каспий» и ТЦ Baizaar Mall. Общая коммерческая площадь: 246,7 тыс. кв. м.
На 2023 год Кулибаев вместе с супругой занимал 2 место в списке Forbes Казахстана с состоянием 4,3 млрд долларов США.